# Richard Ellis
Richard Ellis (New York, 2 aprile 1938 – Norwood, 21 maggio 2024) è stato un biologo e illustratore statunitense, autore di testi sulla vita marina.

## Biografia
Nato e cresciuto a New York, Ellis fu sempre affascinato dal mare e dai suoi abitanti. Dopo il college e il servizio militare svolto nell'esercito americano (alle Hawaii), Ellis iniziò la sua attività di disegnatore presso la Academy of Natural Sciences di Filadelfia. In seguito passò al Museo americano di storia naturale di New York dove, tra altre cose, disegnò la Hall of the Biology of Fishes e il modello, a grandezza naturale, della balenottera azzurra. Molti suoi disegni furono in seguito esposti sui muri di numerose gallerie, musei e collezioni private in tutto il mondo. Fu autore e, qualche volta, anche illustratore di più di un centinaio di articoli e di sedici libri, fra cui The Book of Sharks (1975), The Book of Whales (1980), Dolphins and Porpoises (1982), Men and Whales (1991), Great White Shark (1991 insieme a John McCosker), Physty: The True Story of Young Whale's Rescue (1993), Monsters of the Sea (1994; ed. italiana Mostri del Mare), Imagining Atlantis (1998; ed. italiana Atlantide), The Search for the Giant Squid (1998; ed. italiana Il calamaro gigante), Encyclopedia of the Sea (2000; ed. italiana Enciclopedia del mare) e No Turning Back (2004; ed. italiana I cari estinti).